# 土登贡嘎
土登贡嘎（藏語：ཐུབ་བསྟན་ཀུན་དགའ།，威利转写：thub bstan kun dga'，1886年—1964年），男，藏族，西藏日喀则人，第96世甘丹赤巴。

## 生平
土登贡嘎自幼入色拉寺吉结扎仓为僧。十三世达赖时期，考取格西学位，后来到下密院学习密宗，曾任下密院堪布。1946年，任候补甘丹赤巴。1954年升任第96世甘丹赤巴。1956年，任中国佛教协会西藏分会会长。1962年任中国佛教协会副会长。
1964年，土登贡嘎圆寂，享年78岁。